# Пенингтън (окръг, Южна Дакота)
Вижте пояснителната страница за други значения на Пенингтън.
Окръг Пенингтън (на английски: Pennington County) е окръг в щата Южна Дакота, Съединени американски щати. Площта му е 7211 km², а населението - 110 141 души (2017). Административен център е град Рапид Сити.